# Filago lutescens
Filago lutescens é uma espécie de planta com flor pertencente à família Asteraceae. 
A autoridade científica da espécie é Jord., tendo sido publicada em Observ. Pl. Nouv. iii. (1846) 201.

## Portugal
Trata-se de uma espécie presente no território português, nomeadamente os seguintes táxones infraespecíficos:
- Filago lutescens subsp. atlantica - presente em Portugal Continental, no Arquipélago dos Açores e no Arquipélago da Madeira. Em termos de naturalidade é nativa de Portugal Continental e do Arquipélago da Madeira e possivelmente introduzida no Arquipélago dos Açores. Não se encontra protegida por legislação portuguesa ou da Comunidade Europeia.
- Filago lutescens subsp. lutescens - presente em Portugal Continental. Em termos de naturalidade é nativa da região atrás referida. Não se encontra protegida por legislação portuguesa ou da Comunidade Europeia.